# Camille Héline
Camille Héline, né le 22 août 1892 à Assais (Deux-Sèvres) et mort le 12 novembre 1971 à Cannes (Alpes-Maritimes), est un homme politique français.

## Biographie
Il est nommé secrétaire du Conseil de la République le 8 janvier 1952.

## Détail des fonctions et des mandats
Mandat parlementaire
- 7 novembre 1948 - 18 mai 1952 : Conseiller de la République et sénateur des Deux-Sèvres